# Trentinara
'
Trentinara' là một đô thị (comune) thuộc tỉnh Salerno trong vùng Campania của Ý. Trentinara có diện tích 23 km2, dân số là 1769 người (thời điểm ngày).